# 持船城
持船城（もちぶねじょう）は、静岡県静岡市駿河区用宗城山町の、JR東海道本線用宗駅裏の標高70mほどの小高い丘陵（城山）にあった日本の城。眼下に駿河湾を見下ろし、駿府の町も一望できることもあり、東海道の山越え側丸子城と並んで、海側の街道の要衝であった。
現在では「用宗城（もちむねじょう）」とも称されるが、これは現在の地名からで、現役時代に実際にそのように呼称されたことは無い。ただし「用船城」と記された資料は存在し、船を用いる城という意味にもとれるため、持船－用船－用宗という変遷が想像される。

## 城の歴史
はじめ今川氏の属将であった一宮元実によって天文年間に築城され、駿河守備の重要な支城として重用されたと伝わる。関口親永（氏純）らが城主を務めた。しかし、桶狭間の戦い以降、今川氏が衰退すると、駿河国侵攻した武田信玄らによって攻められ奪われる。
武田氏城代として三浦義鏡、および武田水軍に招かれた向井正重らが入り、駿河湾に面していることもあり、水軍の城としての機能を持っていた。新しく湊が作られ、現在のJR用宗駅付近が舟溜りとして使われたらしく、そのころ城名として「持船」の通称がついたといわれている。
天正7年（1579年）徳川家康の駿河侵攻により牧野康成らに攻められ、落城。城代の三浦、向井らは揃って討死してしまうが、すぐ翌年には武田勝頼らによって再び奪い返されて再建し、朝比奈信置が城代となった。
天正10年（1582年）、甲州征伐によりまたも駿河に侵入した徳川家康により再攻撃を受け、降伏。城代朝比奈信置は久能山に退き、この際に廃城とされたと伝わる。

## 現在の城
持船、の名から「用宗」という名が生まれ、付近一帯の地名となっている。城山にはミカン畑が広がり、主郭には城跡の碑と、観音堂があるが、昭和62年（1987年）に廃されて廃屋となっている。古井戸跡、掘割の跡など、城跡はよく残っている。
城から100mほどの場所にある用宗公民館前に、徳川家康に最初に攻められた際に討死した向井正重ら諸将を供養する「城山列士供養塔」がある。
東海道新幹線がトンネルで城山を抜け、背後は東名高速道路が新日本坂トンネルへと入る場所であり、現在でもまさしく交通の要衝である。